# Baobab Books
Baobab Books ist ein schweizerischer vereinsgetragener Buchverlag mit Sitz in Basel, zugleich gleichnamiger Verein, eine nichtstaatliche Fachstelle zur Förderung der kulturellen Vielfalt in der Kinder- und Jugendliteratur. Publiziert werden nahezu ausschließlich Übersetzungen von Büchern aus der Dritten Welt sowie von Minderheitenethnien aus Europa.

## Geschichte
Baobab Books ist benannt nach dem Affenbrotbaum, dem Baobab. In dessen Schatten erzählen sich Menschen Geschichten und überliefern seit Jahrhunderten Legenden an die nächste Generation. Seine Wurzeln hat Baobab Books in der 1968 gegründeten Erklärung von Bern (EvB). Mitarbeitende der EvB stellten fest, dass viele westliche Kinder- und Jugendbücher ein einseitiges Bild von anderen Ländern zeichnen und, dass es auf dem hiesigen Markt kaum Kinderbücher von ausländischen Autoren gab. Daraufhin wurde eine Arbeitsgruppe für Kinder- und Jugendliteratur gegründet. Diese Arbeitsgruppe erstellte 1975 eine erste Empfehlungsliste, damals betitelt Dritte Welt: Empfehlenswerte Kinder- und Jugendbücher. Seither erscheint die Liste alle zwei Jahre in aktualisierter Form. Seit 1989 wird die Liste von Baobab Books herausgegeben, zunächst unter dem Namen Fremde Welten, seit 2013 heißt das Empfehlungsverzeichnis Kolibri. Es umfasst ausführliche Beschreibungen zu rund 180 Kinder- und Jugendbüchern. Die Auswahl reicht von Bilderbüchern über Graphic Novels und Romanen bis hin zu Lehrmitteln, Hörbüchern und DVDs. Ausgewählte Titel werden auch im Online-Verzeichnis von Kolibri besprochen. Das Empfehlungsverzeichnis für Lehrpersonen, Schulen, Bibliotheken, Organisationen und Eltern wird von 25 ehrenamtlichen Leserinnen nach ausgewählten Kriterien zusammengestellt.
1989 wurde die einstige Arbeitsgruppe der EvB in die Fachstelle Kinderbuchfonds Baobab überführt, neu waren die EvB und terre des hommes schweiz gemeinsame Träger der neuen Fachstelle. 1990 erschien das erste Buch in der Reihe Baobab. In dieser Reihe erscheinen bis heute ausschliesslich Bücher von Autoren und Illustratoren aus Asien, Afrika, Lateinamerika und dem Nahen Osten in deutscher Übersetzung. Zahlreiche Bücher aus der Reihe Baobab wurden bereits mit Preisen ausgezeichnet.
Seit Januar 2011 ist Baobab Books als selbständiger und gemeinnütziger Verein organisiert. Neben Beiträgen aus der öffentlichen Hand ist Baobab Books auch auf Spenden von Privatpersonen und auf Gönnermitgliedern angewiesen.
Mit Projekten im In- und Ausland engagiert sich Baobab Books zudem in der Lese- und Literaturförderung, zum Beispiel mit Weiterbildungsangeboten, Lesereisen und Workshops, Fachbeiträgen sowie kostenlosen Unterrichtsmaterialien zu den Büchern der Reihe Baobab. Der Verlag arbeitet selbsttragend, das heißt Ausgaben und Einnahmen halten sich die Waage, die Orientierung geht auf „Klasse statt Masse“, also nicht auf Gewinnmaximierung, sondern Qualitätsoptimierung.
Seit 1. März 2016 ist der Verlag Mitglied der Arbeitsgemeinschaft von Jugendbuchverlagen (avj).

## Presseschau

### Allgemein
„Gelegenheiten, über den eigenen Blattrand zu schauen, gibt es im Bereich der Bilderbuchillustration wenig. Doch glücklicherweise gehört zu jeder Regel ihre Ausnahme. Seit Jahren bemüht sich der Kinderbuchfonds Baobab in Zusammenarbeit mit Terre des Hommes Schweiz, den Bilder- und Jugendgeschichten, die jenseits von Europa und Nordamerika gemalt und erzählt werden, ein Gesicht zu geben.“

### Über Bücher
Das Geheimnis der Bäume (2009)

„Fast möchte man gar nicht berichten, dass dieses Buch in vorbildlichem Fair Trade hergestellt wurde, sonst denkt einer, er solle es kaufen, als gute Tat. Das wäre ein Missverständnis. Denn dies ist Kunst. Sie versteht etwas von der Welt, die abgeholzt wird.“

„In Das Geheimnis der Bäume wird auf jeder Doppelseite ein Baum vorgestellt – eine Zwischenstufe zwischen ordinärer Botanik und göttlicher Weisung. So steckt in den Bildern von Bhajju Shyam, Durga Bai und Ram Singh Urveti höchst Philosophisches um die Fragen, wer wir sind, woher wir kommen und wohin wir gehen. Das scheint harte Kost für Kinder zu sein. Letztendlich sind das aber doch die Fragen, mit denen Eltern bombardiert werden, sobald die ersten Sätze aus dem Mund eines Kindes sprudeln. [...] Wertvoll ist Das Geheimnis der Bäume nicht nur, weil darin der weithin unbekannte Schatz der Gond nach Europa transportiert wird. Sondern auch, weil man mit diesem Buch ein Stück fair produzierte, traditionelle indische Handwerkskunst in Händen hält. Das handgeschöpfte schwarze Papier erinnert an dickes Tonpapier; darauf leuchtende Farben in feinen Linien, Kreisen oder Punkten, die als Gesamtkunstwerk ein Tier mit dem Baum vereinen. Kein Buch, das mal kurz gelesen wird und dann wieder ins Regal wandert; vielmehr ein Buch zum Zusammensitzen, Phantasieren, Schmunzeln.“

„In den Bildern dieser drei Gond-Künstler eröffnet sich vor unseren Augen eine wundersame, kunstvolle Welt voller Geschichten.“

## Bücher der Reihe Baobab
- Mikie Ando: Der Mond zu Gast
- Julío Emílio Braz: Kinder im Dunkeln
- Chih-Yuan Chen: Kleiner Spaziergang; zweisprachig Deutsch – Chinesisch
- Mohieddin Ellabbad: Das Notizbuch des Zeichners; zweisprachig Deutsch – Arabisch
- Rupa Gulab: Ein Querkopf kommt selten allein
- Müge Iplikçi: Der fliegende Dienstag
- John Kilaka: Der wunderbare Baum
- John Kilaka: Gute Freunde
- Tae-Jun Lee und Dong-Seong Kim: Wann kommt Mama?; zweisprachig Deutsch – Koreanisch
- Henri Mbarga und Billy Djité: Warum das Schwein keine Hörner hat
- Kagiso Lesego Molope: Im Schatten des Zitronenbaums
- Ondjaki: Bom dia camaradas
- Ámbar Past, Maruch Mendes Peres und Tamana Araki: Als die Sonne ein Kind war
- Marcelo Pimentel: Eine Geschichte ohne Ende – Nominierung für den Deutschen Jugendliteraturpreis 2016
- Jenny Robson: Tommy Mütze – Nominierung für den Deutschen Jugendliteraturpreis 2013
- Bhajju Shyam, Durga Bai und Ram Singh Urveti: Das Geheimnis der Bäume
- Keizaburō Tejima/Shitaku Yae: Der weise Hase Isopo
- Seyyed Ali Shodjaie (Text) / Elahe Taherian (Illustration): Der große Schneemann; zweisprachig Deutsch-Persisch
- Eymard Toledo: Bené, schneller als das schnellste Huhn. Eine Geschichte aus Brasilien – Preis der Stiftung Buchkunst 2014